# Punter (American football)

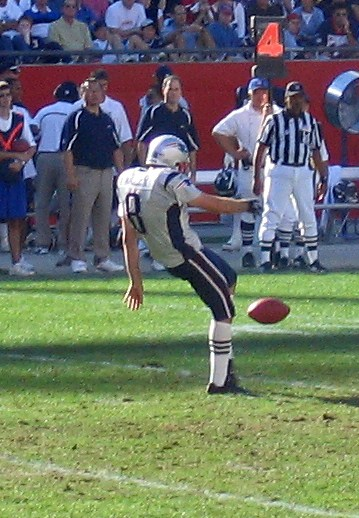
Een punter in actie

Een punter is een speler in het American en Canadian football. Een punter behoort tot het speciale team dat ingezet wordt tijdens specifieke spelmomenten.
Wanneer het aanvallende team na de derde poging nog geen first down heeft verkregen besluit het team meestal te punten. De punter krijgt de bal dan van de long snapper en dient de bal zo ver mogelijk het veld in te trappen (maar niet zover dat de bal de end zone bereikt (een touchback)). Hierdoor wordt de overbrugbare afstand vergroot, waardoor de tegenstander meer terreinwinst moet maken om bij de end zone van de tegenstander te komen. Bij het trappen laten punters de bal uit hun handen vallen en raken zij de bal aan de lange zijde (met de punten aan de zijkant).
Aanval: Quarterback · Wide receiver · Tight end · Center · Guard · Offensive tackle · Running back · Fullback · H-back

Verdediging: Defensive tackle · Defensive end · Nose tackle · Linebacker · Defensive back

Speciale teams: Placekicker · Punter · Long snapper · Holder · Punt returner · Kick returner · Gunner